# Косых, Максим Сергеевич
Косых Максим Сергеевич (24 августа 1917, Алапаевск, Пермская губерния — 26 декабря 1999, Санкт-Петербург) — русский советский живописец, член Санкт-Петербургского Союза художников (до 1992 года — Ленинградской организации Союза художников РСФСР).

## Биография
Родился 24 августа 1917 года в Алапаевске. В 1937—1939 учился в Московском художественно-промышленном училище им. М. И. Калинина. В 1939 был призван в Красную Армию. Участник войны с белофиннами и Великой Отечественной войны. Воевал снайпером на Северо-Западном фронте. Под Сталинградом командовал штурмовой группой автоматчиков. Парламентёр. Награждён орденами Красной Звезды, Красного Знамени, медалями «За отвагу», «За оборону Сталинграда», «За победу над Германией». Участник Парада Победы 1945 года в Москве.
В 1951—1958 учился на живописном факультете ЛИЖСА имени И. Е. Репина, который окончил по мастерской Ю. М. Непринцева с присвоением квалификации художника живописи. Дипломная работа — картина «В Сталинграде».
Участвовал в выставках с 1958 года. Автор портретов, тематических и батальных картин, пейзажей: «Солдаты Сталинграда», «Прорыв блокады Ленинграда», «Городок Великий Устюг» (1964), «Много лет спустя» (1967), «Снайпер Смолячков», «Ультиматум. Сталинград» (1977), «Великий Устюг. Успенский и Прокопьевский соборы» (1978), «Воспоминание об однополчанах» (1980), «Серый день» (1990), «Церкви Великого Устюга» (1996) и других.
Скончался 26 декабря 1999 года в Санкт-Петербурге на 83-м году жизни.
Произведения М. С. Косых находятся в музеях и частных собраниях в России и за рубежом.